# Parodia chrysacanthion

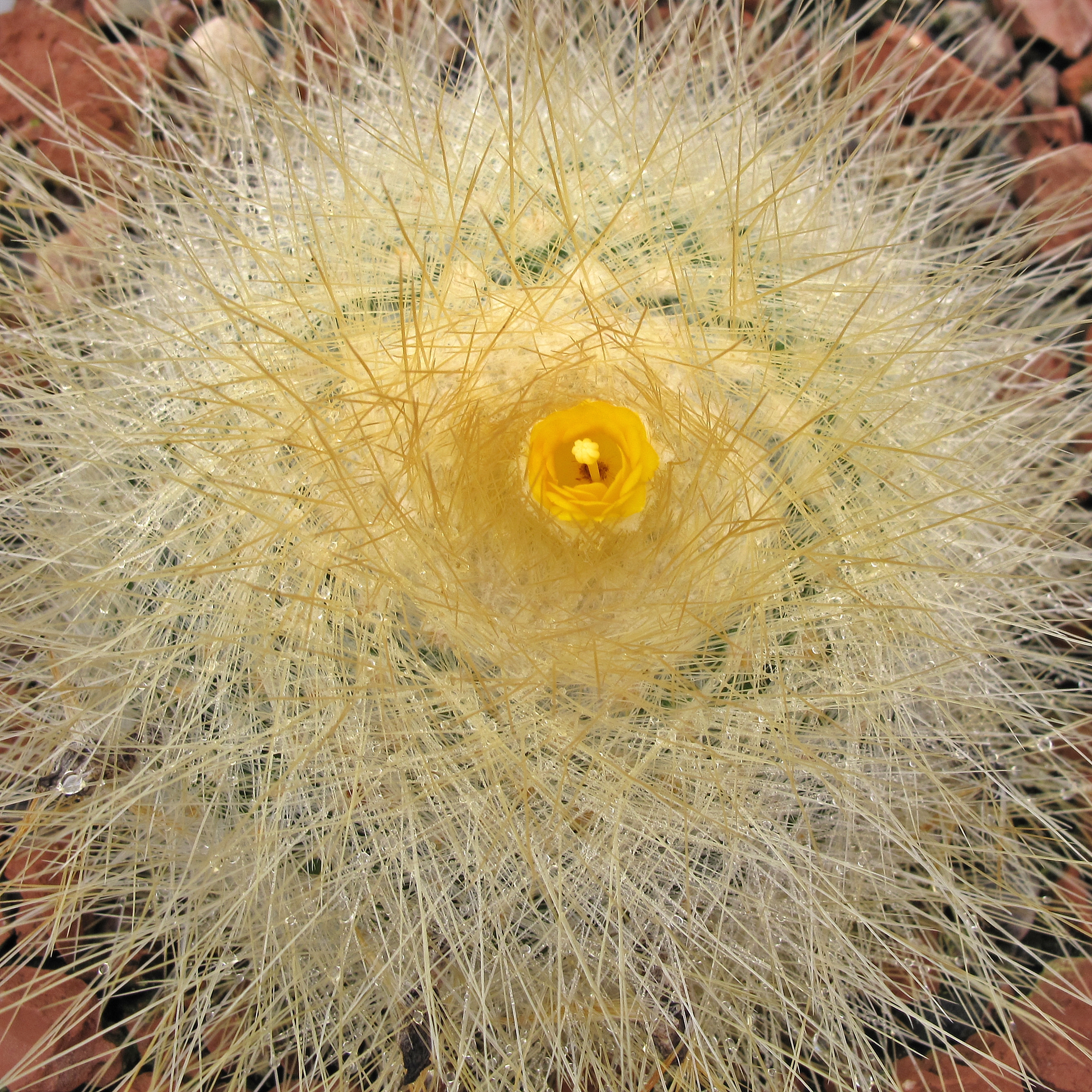
Blühende Pflanze

Parodia chrysacanthion ist eine Pflanzenart in der Gattung Parodia aus der Familie der Kakteengewächse (Cactaceae). Das Artepitheton chrysacanthion leitet sich von den griechischen Worten chrysos für ‚Gold‘ sowie akanthion für ‚kleiner Dorn‘ ab und verweist auf die zierliche Bedornung der Art.

## Beschreibung
Parodia chrysacanthion wächst einzeln oder dichotomisch sich teilend mit anfangs breitkugelligen bis kurz säulenförmig, hellgrünen Trieben, die eine Wuchshöhe zwischen 5 und 6 Zentimetern und einen Durchmesser von 5 Zentimetern erreichen. Die etwa 24 Rippen sind deutlich spiralig angeordnet. Sie lösen sich in Warzen auf, die mit großen, stark wollig behaarten weißen Areolen besetzt sind. Die 30 bis 40 Randdornen sind borstenfein, leicht brechend und goldgelb im Alter schmutziger dunkelgelb. Die Mitteldornen sind etwas stärker, goldgelb und etwa 2 Zentimeter lang.
Die zahlreichen kräftiggelben Blüten sind glockig-trichterförmig und mit 17 – 18 mm nur mittelgroß. Die Früchte sind eiförmig, klein, glatt und mit wenig Samen. Diese sind mützenförmig, gehöckert und dunkelbraun glänzend.

## Verbreitung, Systematik und Gefährdung
Parodia chrysacanthion ist in Argentinien in den nördlichen Provinzen Jujuy und La Paz in Höhenlagen von 1500 bis 2000 Metern verbreitet.
Die Erstbeschreibung als Echinocactus chrysacanthion erfolgte 1898 durch Karl Moritz Schumann. Curt Backeberg stellte die Art 1935 in die Gattung Parodia. Ein weiteres nomenklatorisches Synonym ist Gymnocalycium chrysacanthion (K.Schum.) H.Blossf. (1936).
In der Roten Liste gefährdeter Arten der IUCN wird die Art als „Least Concern (LC)“, d. h. als nicht gefährdet geführt.

## Nachweise